# Ellipanthus
Ellipanthus es un género  de plantas fanerógamas perteneciente a la familia de las connaráceas.   Comprende 28 especies descritas y de estas, solo 8 aceptadas.

## Taxonomía
El género fue descrito por Joseph Dalton Hooker  y publicado en Genera Plantarum 1: 431, 434. 1862. La especie tipo es: Ellipanthus unifoliolatus (Thwaites Thwaites) Thwaites

## Especies aceptadas
A continuación se brinda un listado de las especies del género Ellipanthus aceptadas hasta diciembre de 2013, ordenadas alfabéticamente. Para cada una se indica el nombre binomial seguido del autor, abreviado según las convenciones y usos.
- Ellipanthus beccarii Pierre
- Ellipanthus calophyllus Kurz
- Ellipanthus glabrifolius Merr.
- Ellipanthus hemandradenioides Brenan
- Ellipanthus madagascariensis (Schellenb.) Capuron ex Keraudren
- Ellipanthus tomentosus Kurz
- Ellipanthus unifoliatus (Thwaites) Thwaites
- Ellipanthus unifoliolatus (Thwaites Thwaites) Thwaites